# River Alde
River Alde är ett vattendrag i Storbritannien.   Det ligger i riksdelen England, i den sydöstra delen av landet, 130 km nordost om huvudstaden London.